# Silke Reichmann de Salas
Silke Reichmann de Salas (* 1966 in Frankfurt am Main als Silke Reichmann) ist eine deutsche Musikerin.

## Leben und Wirken
Reichmann ist die Tochter des Drehleierbauers Kurt Reichmann, wuchs in Frankfurt am Main auf und lernte klassische Querflöte und Drehleier. Sie studierte an einem Konservatorium für Musik in Frankfurt und bei Valentin Clastrier in Frankreich (Master Class). Weiterhin ist sie Ingenieurin für Umweltschutz/Ökologische Umweltsicherung, hat am Beispiel des Kaitzbachs sozial-ökologisch geforscht und Zukunftswerkstätten geleitet.
Als Musikerin war sie Ensemblemitglied des Drehleier-Ensembles „Die Hummel“ und 1985 Gründungsmitglied der Gruppe „Trio Grande“. 1986 war sie zusammen mit ihrem Vater und ihrem Bruder an den Aufnahmen zur Filmmusik für Der Name der Rose beteiligt.
1991 gewann sie gemeinsam mit ihrem Duopartner Hans Lang den ersten Preis für Drehleierduetts beim internationalen Festival „Rencontres internationales de Luthiers et Maîtres Sonneurs“ in Saint-Chartier, Frankreich. Seit Anfang des Jahres 2000 tritt sie zusammen mit Catarina de Paula Borba aus Brasilien als Duo Maritaca auf. Bis 2017 war sie mit SolarDrums zu hören.
Von der europäischen Tanz- und Folkmusiktradition ausgehend, beschäftigt sie sich vor allem mit zeitgenössischer Folkmusik sowie dem interkulturellen Austausch europäischer und außereuropäischer Musiktraditionen und komponiert in diesem Sinne neue Musik. Als eine der renommiertesten Drehleierspielerinnen doziert sie bei Kursen und Workshops.
Seit 1993 arbeitet Reichmann als Dozentin, Coach und Trainerin in der Erwachsenenbildung für transkulturelle Musik unter anderem in der Global Music School Berlin und der JugendKunstSchule in Dresden. Seit 2015 arbeitet sie zudem in der Schulbegleitung von Jugendlichen mit besonderen Bedürfnissen.
Reichmann lebt seit Ende 1997 in Berlin. Sie ist seit 2003 verheiratet und Mutter von zwei Kindern.

## Diskografie
Zu hören ist Reichmann de Salas auf dem Soundtrack zum Film „Der Name der Rose“ und u. a. auf folgenden CDs:
| Band                               | Titel                   | Label                         | Jahr      |
| ---------------------------------- | ----------------------- | ----------------------------- | --------- |
| Rhubarb Pie                        | Cakes Rule!             | Crunchy Frog Records CFRP 2   | 1993      |
| Trio Grande                        | Nabucodonosor           | Verlag der Spielleute LC 6846 | 1990/1994 |
| Trio Grande                        | Bagage                  | Verlag der Spielleute LC 6846 | 1995      |
| Profolk presents                   | It´s only kraut         | Rum Records LC 6327           | 1996      |
| Madre                              | Mesmerismo              | Schwarzrock SR 002            | 1997      |
| Hayner proudly present             | United Folks            | Verlag der Spielleute LC 6846 | 1998      |
| Wild Frontier                      | Thousand miles away     | prime entertainment LC 1582   | 1998      |
| Trio Grande                        | PiloPao                 | Löwenzahn/heideck LC 1955     | 1998      |
| Die Wahrheit                       | nichts als die Wahrheit | Mutabor/Open Mind LC 1735     | 1999      |
| Scrap Heap                         | Geschichten             | Tonbox LC 10049               | 2001      |
| 29. Drehleier & Dudelsack Festival | Lißberg                 | Kapperecords                  | 2002      |